# دخترایی مثل تو
«دخترایی مثل تو» تک‌آهنگی از گروه موسیقی آلترناتیو راک مارون ۵، به همراهی کاردی بی است. این ترانه در چارت کانادا به رتبه یک رسید و در چارت‌های کشورهای زیادی به رتبه زیر ده رسید.

## موزیک ویدئو
این ویدئو را دیوید دابکین (کارگردان) کارگردانی کرد. همچنین زنان مشهوری همراه با مارون ۵ در آن بازی کرده‌اند و در این موزیک ویدئو آهنگ رالب‌زنی می‌کنند.

### افراد حاضر در موزیک ویدئو
- کامیلا کابیو
- آلی رایسمن
- سارا سیلورمن
- گل گدوت
- تریس لیست
- تیفانی هدیش
- میلی بابی براون
- الن دی‌جنرس
- جنیفر لوپز
- آلکس مورگن
- مری جی. بلایژ
- دانیکا پاتریک
- ایلهان عمر
- الیزابت بنکس
- اشلی گراهام
- ریتا اورا
- بهاتی پرینسلو